# Organizacja Tajnej Armii
Organizacja Tajnej Armii (fr. Organisation de l’Armée Secrète, OAS) – skrajnie prawicowa francuska grupa terrorystyczna działająca w latach 1961–1962.

## Historia
Została założona w lutym 1961 roku w Madrycie. Jej liderem był generał Raoul Salan będący jednym z liderów nieudanego puczu z kwietnia tego samego roku. Głównym celem Organizacji Tajnej Armii było powstrzymanie procesu dekolonizacji imperium francuskiego (ze szczególnym uwzględnieniem obszaru Algierii). Organizacja błędnie utożsamiana jest wyłącznie ze skrajną prawicą. W jej skład weszli reprezentanci całego szeregu nurtów ideowych i politycznych (nazywano ich oasowcami). Generał Salan identyfikował się jednoznacznie jako socjalista i republikanin, Georges Bidault, prezydent Narodowej Rady Ruchu Oporu, politycznej przybudówki OAS, łączył chrześcijańską demokrację z hiszpańskim republikanizmem. Głosy wsparcia płynęły także ze strony najbliższych współpracowników Charles’a de Gaulle’a, m.in. od francuskiego premiera Michela Debré.
Członkowie grupy przeprowadzili szereg zamachów bombowych i morderstw na terenie Francji i Algierii. Obiektem nieudanego zamachu był m.in. prezydent Charles de Gaulle. Już po ogłoszeniu niepodległości przez Algierię, w lipcu 1962 roku przeprowadziła serię zamachów w Oranie. Fala terroryzmu w wydaniu OAS sprowokowała oddziały regularnej armii algierskiej i cywilnych Algierczyków do ataków na pozostałych w kraju Francuzów. Akty przemocy doprowadziły do masowego (z kraju wyjechało 900 tysięcy osób) exodusu ludności francuskiej z terenów byłej kolonii. Wraz z exodusem Francuzów z Algierii doszło do przeniesienia struktur Organizacji Tajnej Armii do Francji, gdzie jeszcze w tym samym roku została ona rozbita w wyniku działań francuskich służb. Członkowie rozbitej grupy zmienili nazwę na Komitet Ruchu Oporu i przenieśli swoje działania na obszar Europy. Na czele Krajowego Komitetu Ruchu Oporu stanął Georges Bidault. Także ta grupa zaprzestała działalności, spowodowane było to jej rozbiciem przez policję w połowie lat 60.
Jeden z terrorystów OAS, Georges Watin, był prawdopodobnie pierwowzorem postaci Szakala z powieści Fredericka Forsytha.

## Organizacja

### Struktura dowodzenia
| Grupa | Rola                | Szef                                                                                | Skład                                                                  |
| --- | ------------------- | ----------------------------------------------------------------------------------- | ---------------------------------------------------------------------- |
| ODM Organisation-Des-Masses Organizacja Mas                                                                                             | Rekrutacja          | Pułkownik Jean Gardes Michel Leroy                                                  | –                                                                      |
| APP Action-Psychologique-Propagande Akcja Psychologiczno-Propagandowa                                                                   | Propaganda          | Jean-Jacques Susini                                                                 | -Komando Z (Z od Jean-Marcel Zagamé, dowódcy polowego)                 |
| ORO Organisation-Renseignement-Opération Organizacja Wywiadu i Planowania -BCR Centralne Biuro Wywiadowcze - BAO Biuro Planowania Akcji | Planowanie i Wywiad | Jean-Claude Perez Jean Lalanne (BCR) Roger Degueldre (BAO) Albert Dovecar (Delta 1) | -Komando Delta (D od Roger Degueldre, dowódcy) Delta 1 Delta 2 Delta 3 |

### Ważniejsi oficerowie
- Generał Raoul Salan

ps. „Soleil” („Słońce” od Ludwika XIV)
Szef Sztabu
- Generał Paul Gardy

Szef sztabu
- pułkownik Godard

Szef pomocy medycznej
- Doktor Jean-Claude Perez

Dyrektor ORO
- kapitan Jean-Marie Curutchet

Dyrektor ORO (zastąpiony przez Pereza)
- Pułkownik Jean Gardes

Dyrektor ODM
- Jean-Jacques Susini

Dyrektor APP

### Będący w Algierii

#### Dystrykt Oranu
- Generał Edmond Jouhaud

Dowódca Oddziałów „Guillaume”
Pomoc Medyczna
- Charles Micheletti

Cywile
- Pułkownik Dufour

Zmiennik Gen. Jouhaud’a
- Generał Gardy

Kapitan Pierre Sergent
Członek Dyrektoriatu Rewolucyjnego
Christian Léger
Członek Dyrektoriatu Rewolucyjnego
Jean-Marie Curutchet
Członek Dyrektoriatu Rewolucyjnego
Denis Baille
Członek Dyrektoriatu Rewolucyjnego
Jean-René Souètre
Członek Dyrektoriatu Rewolucyjnego

#### Dystrykt Algieru
- Pułkownik Vaudrey

BCR
- Pierre Delhomme

Ofensywa

#### Dystrykt Konstantyny
- Pułkownik Pierre Château-Jobert
- Robert Martel

Zwiad i Zadania Specjalne

### Francja macierzysta
- Generał Paul Vanuxem

ps. „Verdun”
- Kapitan Pierre Sergent

Szef Sztabu
- Porucznik Daniel Godot

Dyrektor ODM
- Jacques Chadeyron

APP
- Kapitan Jean-Marie Curutchet

ORO
- - Kapitan Michel d'Lassieu

#### Gujana Francuska
- André Canal ps. „Monokl”

### Grupa Hiszpańska

#### OAS-Madryt
- Pułkownik Antoine Argoud

BAO
- Pułkownik Charles Lacheroy
- Pierre Lagaillarde